# Selysioneura bacillus
Selysioneura bacillus – gatunek ważki z rodziny Isostictidae.